# Велоінфраструктура Києва
Велоінфраструктура Києва — сукупність засобів, елементів вуличної мережі, споруд та малих архітектурних форм, що призначені для користувачів велосипедів у столиці України, Києві.

## Веломережа
2008 рік — Вперше про велодоріжки у Києві заговорили, коли п'яний водій на смерть збив велосипедиста на вулиці Артема (нині Січових Стрільців). Тоді під тиском велосипедистів мер підписав розпорядження № 886, згідно з яким ще до кінця 2008 на двох мостах Києва мали з'явитися велодоріжки.
2009 рік — Київська міська рада ухвалила рішення «Про облаштування велодоріжок», згідно з яким у Києві мали з'явитися 17 веломаршрутів загальною довжиною 168 км. Проте жодна частина цього документу не була виконана.
1 грудня 2010 року голова Київської міської державної адміністрації Олександр Попов підписав розпорядження «Про облаштування велосипедних доріжок при будівництві та реконструкції існуючих об'єктів вулично-шляхової мережі». був затверджений міський бюджет Києва, який передбачив 1 мільйон гривень на проектування велодоріжок. Цей 1 мільйон мав надійти фірмі ТОВ «Білтек», яка виграла тендер на проектування п'яти веломаршрутів, але гроші так і не надійшли.
2010 рік — столичні велосипедисти вирішили не чекати виконання обіцянок влади і самі намалювали першу велодоріжку у Києві. Для малювання велодоріжки вони вибрали Володимирський узвіз. Згідно з програмою облаштування велодоріжок у Києві, яку київські депутати затвердили у грудні 2009, по узвозу проходить маршрут № 12 «Поділ». Для малювання велосипедисти купили білу фарбу та балончики, вирізали трафарети і склеїли з фанери дорожні знаки.
2011 рік — На Русанівській набережній відкрили велодоріжку: її намалювали на широкому тротуарі парку у терміновому порядку у рамках реконструкції парку на Русанівській набережній. Також 50 метрів велосипедної доріжкки зявилось після реконструкції мосту Патона.
2012 рік — На проспекті Бажана (від станції метро Славутич до станції метро Бориспільська) відкрили велодоріжку сумарною загальною довжиною ~12 кілометрів.
2013 рік — На Берестейському проспекті, під час реконструкції на пішохідних тротуарах з'явилися велодоріжки від вулиці Ушакова до станції метро Святошин.
2014 рік — На Оболонскій набережній на пішохідному тротуарі з'явилася велосипедна доріжка.
2015 рік — 18 вересня, відкрили веломаршрут «Троєщина — Європейська площа» загальною довжиною ~15 кілометрів. Велосипедний маршрут «Житловий масив Троєщина — Європейська площа» проходить по проспекту Романа Шухевича, Північному мосту, вулиці Труханівській, Парковому мосту, схилам Хрещатого парку, Володимирському узвозу, Європейській площі. Велодоріжка з Троєщини до центру виокремлена в окрему лінію, на якій немає автівок, велосипедисти захищені. Частина маршруту проходить по Трухановому острову, на який обмежений в'їзд авто і є обмеження швидкості.
2016 рік — Продовження велодоріжки на житловому масиві Троєщина — на вулицях Рональда Рейгана, Сержа Лифаря, Марини Цвітаєвої. Загальна протяжність маршруту «Троєщина - Центр» разом з додатковими доріжками склала ~22 кілометрів.
2017 рік — під час реконструкцій велосипедні доріжки з'явилася у парку Кіото, на вулиці Ентузіастів уздовж Русанівського каналу. На Берестейському проспекті місцями з'явилась велодоріжка викладена тротуарною плиткою, а на відрізку від станції метро Берестейська до станції метро Політехнічний інститут уздовж пішохідного тротуару з'явилися дорожні знаки 4.12 та 4.14. Окремо виділена велосипедна доріжка з'явилася під час реконструкції Паркового мосту, який є частиною веломаршруту «Троєщина - Центр».
Отримані дані у 2017 році під час створення Веломапи ГО «Київ — Велосипедне місто» [Архівовано 7 січня 2018 у Wayback Machine.] підвело такі загальні підсумки:
- сумарна довжина велосипедних доріжок і велосмуг у Києві — 58 км;
- 12 км — загальна довжина смуг громадського транспорту де дозволено рух на велосипеді;
- в Києві є 456 локацій, облаштованих велосипедними парковками.

2018 рік — після капітального ремонту, велосмуга довжиною 250 метрів з'явилась на вулиці Леонтовича. Під час капітальних ремонтів облаштовані велосипедні доріжки у парках «Наталка», «Перемога», «Совки», а також у парку з водними об'єктами вздовж проспекту Романа Шухевича. Також велосипедні доріжки були облаштовані власними силами адміністраціями ВДНГ, Музею народної архітектури та побуту в Пирогові.
Отримані дані після другого року дослідження розвитку велосипедної інфраструктури Києва ГО «Київ — Велосипедне місто» [Архівовано 7 січня 2018 у Wayback Machine.] та міською ініціативою "Kyiv Smart City у 2018 році:
- сумарна довжина велосипедних доріжок і велосмуг у Києві — 69 км;
- 17 км — загальна довжина смуг громадського транспорту де дозволено рух на велосипеді;
- в Києві є 811 локацій, облаштованих велосипедними парковками.

2019 рік - Цьогоріч в Департаменті транспортної інфраструктури з'явився Сектор розвитку веломережі, а сам 2019 рік відзначився тим, що майже кожен капітальний ремонт чи реконструкція вулиці чи рекреаційної зони — були з врахованою в певній мірі велоінфраструктурою. Як і попередні роки, в місті будується незв'язна, клаптикова велосипедна інфраструктура, яка з'являється тільки в межах будівельного майданчику того чи іншого об'єкту. Цього року, вперше в Києві, «відмовилися» від вже збудованої велодоріжки і тому від минулорічної довжини у 69 км відмінусовано 2 км. В цілому у порівнянні з попереднім роком, темпи річного приросту збудованої довжини велоінфраструктури подвоїлися. Загалом до суми велосипедних доріжок та велосмуг, які може проїхати велосипедист, у 2019 році додалось 24,5 кілометрів.
Аналіз ГО «Київ — Велосипедне місто» [Архівовано 7 січня 2018 у Wayback Machine.] розвитку велосипедної інфраструктури у 2019 році:
- сумарна довжина велосипедних доріжок і велосмуг у Києві — 91,5 км;
- 17 км — загальна довжина смуг громадського транспорту де дозволено рух на велосипеді, не змінилась;
- в Києві є 935 локацій, облаштованих велосипедними парковками.

2020 рік — Цьогоріч місто Київ, на рівні з будівництвом велосипедних доріжок, почало активно створювати велосипедну інфраструктуру без капітальних ремонтів та реконструкцій вулиць, шляхом зміни організації дорожнього руху (нанесення відповідної горизонтальної розмітки та встановлення дорожніх знаків) в межах існуючої проїзної частини. Деякі конструктивні рішення з влаштування велосипедної інфраструктури в Києві цього року виконано вперше — встановлено велосипедні світлофори, побудовано острівці безпеки з велосипедними переїздами, влаштовано односмугове кільцеве перехрестя з велосипедною смугою по колу, встановлено стійку очікування для велосипедистів. Вперше, прецедентним для міста Києва та України в цілому, є встановлення комунальних велосипедних парковок у кількості 960 одиниць на 371 локаціях. В основному велопарковки, єдиного стандарту та дизайну, встановлювалися біля закладів культури, освіти, центрів надання адміністративних послух та рекреаційних зонах міста Києва.
Аналіз ГО «Київ — Велосипедне місто» [Архівовано 7 січня 2018 у Wayback Machine.] розвиток велосипедної інфраструктури у 2020 році ми можемо підвести такі загальні підсумки:
- сумарна довжина велосипедних доріжок і велосмуг у Києві — 116,8 км; [Архівовано 10 квітня 2021 у Wayback Machine.]
- 20,6 км — загальна довжина смуг громадського транспорту де дозволено рух на велосипеді;
- в Києві є 1306 локацій [Архівовано 10 квітня 2021 у Wayback Machine.], облаштованих велосипедними парковками.

2021 рік - У цьому році, на п'ятий рік щорічної фіксації розвитку велосипедної інфраструктури міста Києва, загальна довжина велосипедної мережі перетнула позначку у 200 км. Вперше кількість велосипедної інфраструктури створеної шляхом зміни організації дорожнього руху (нанесення відповідної горизонтальної розмітки та встановлення дорожніх знаків) в межах існуючої проїзної частини значно перевищило обсяги будівництва велосипедної інфраструктури в рамках капітальних ремонтів та реконструкцій. Це суттєво пришвидшило поєднання вже існуючих відрізків велоінфраструктури та впевнено, крок за кроком наближається до створення справжньої веломережі. Цьогоріч дуже щедрими на нові елементи велосипедної інфраструктури стали зміни в нормативних документах — нові ДСТУ по дорожнім знакам та ДСТУ по дорожній розмітці, й це все відобразилось у Правилах дорожнього руху. Також Київ першим з українських міст розробив та затвердив Альбом типових схем організації велосипедної інфраструктури, що на локальному рівні стандартизує зовнішній вигляд та конструктивні рішення при облаштуванні велосипедної інфраструктури.
Традиційно, декілька рішень з влаштування велосипедної інфраструктури в Києві цього року виконано вперше — на п'яти перехрестях міста влаштовано лівоповоротні велосипедні зони очікування; на двох вулицях влаштовано велосипедні смуги зустрічного руху; в Києві вперше організовано спільний рух велосипедистів та моторизованого транспорту з обмеженням швидкості 20-30 км/год, наразі таких вулиць в Києві — 31; в Києві вперше в Україні встановили конструктивні засоби відокремлення велосипедної інфраструктури — гумовий борт для відокремлення велосипедної смуги від зони паркування автотранспорту та зробили вперше відокремлену двосторонню велосипедну смугу в межах проїзної частини; вперше в Києві облаштовано захисні напрямні острівеці для велосипедних смуг.
Аналіз ГО «Київ — Велосипедне місто» [Архівовано 7 січня 2018 у Wayback Machine.] розвиток велосипедної інфраструктури у 2021 році ми можемо підвести такі загальні підсумки:
- сумарна довжина велосипедних доріжок і велосмуг у Києві — 202,2 км [Архівовано 19 грудня 2021 у Wayback Machine.];
- 27,8 км — загальна довжина смуг громадського транспорту де дозволено рух на велосипеді;
- в Києві є 1486 локацій, облаштованих велосипедними парковками.

### Велорозмітка
Для позначення велосипедних доріжок, велосмуг, велосипедних переходів в Києві, використовується дорожня розмітка згідно Національного стандарту України (ДСТУ 2587:2021), а саме:

| Зображення | Номер згідно ДСТУ 2587:2021 | Призначення |
| ---------- | --------------------------- | --- |
|            | 1.1                         | Позначення смуг руху, розділення транспортних потоків. Позначення меж покриття, місць для стоянки ДТЗ, майданчиків для паркування, краю проїзної частини (крайова лінія) на дорогах II—IV категорій згідно з ДБН В.2.3-4 |
|            | 1.5                         | Позначення смуг руху, розділення транспортних потоків |
|            | 1.15                        | Позначення місць, де проїзну частину перетинає доріжка для велосипедистів |
|            | 1.36                        | Позначення доріжки для велосипедистів |

### Дорожні знаки
В Києві використовуються дорожні знаки, що регулюються поєднанням норм, встановлених Віденською конвенцією про дорожні знаки й сигнали, Європейським Союзом та Міністерством інфраструктури України. На велосипедну інфраструктуру поширюються такі дорожні знаки:

| Зображення | Номер знаку згідно ПДР | Значення                                                                 | Категорія                   |
| ---------- | ---------------------- | ------------------------------------------------------------------------ | --------------------------- |
|            | 2.1                    | Дати дорогу                                                              | Знаки пріоритету            |
|            | 2.2                    | Проїзд без зупинки заборонено                                            | Знаки пріоритету            |
|            | 2.3                    | Головна дорога                                                           | Знаки пріоритету            |
|            | 3.1                    | Рух заборонено                                                           | Заборонні знаки             |
|            | 3.8                    | Рух на велосипедах заборонено                                            | Заборонні знаки             |
|            | 3.21                   | В'їзд заборонено                                                         | Заборонні знаки             |
|            | 4.14                   | Доріжка для велосипедистів                                               | Наказові знаки              |
|            | 4.15                   | Кінець доріжки для велосипедистів                                        | Наказові знаки              |
|            | 4.17                   | Доріжка для пішоходів і велосипедистів                                   | Наказові знаки              |
|            | 4.18                   | Суміжні пішохідна та велосипедна доріжки                                 | Наказові знаки              |
|            | 4.23                   | Дорога для суміщеного руху легкових автомобілів та велосипедистів        | Наказові знаки              |
|            | 4.23                   | Кінець дороги для суміщеного руху легкових автомобілів та велосипедистів | Наказові знаки              |
|            | 5.1                    | Автомагістраль                                                           | Інформаційно-вказівні знаки |
|            | 5.3                    | Дорога для автомобілів                                                   | Інформаційно-вказівні знаки |
|            | 5.5                    | Дорога з одностороннім рухом                                             | Інформаційно-вказівні знаки |
|            | 5.11                   | Смуга для руху маршрутних транспортних засобів                           | Інформаційно-вказівні знаки |
|            | 5.42                   | Місце для стоянки                                                        | Інформаційно-вказівні знаки |
|            | 5.88                   | Велосипедна смуга                                                        | Інформаційно-вказівні знаки |
|            | 5.89                   | Кінець велосипедної смуги                                                | Інформаційно-вказівні знаки |
|            | 7.5.7                  | Вид транспортного засобу (велосипед)                                     | Додаткові знаки             |
|            | 7.9                    | Смуга руху                                                               | Додаткові знаки             |

### Велосвітлофори
Практика використання окремого велосипедного світлофору вперше була здійснена в Києві на вулиці Здолбунівській у 2012 році під час влаштування велосипедної доріжки. Це був звичайний трисекційний транспортний світлофор Т.1 з табличкою 7.5.7 з зображенням велосипеду, що звісно суперечило чинним вже тоді державним стандартам ДСТУ 4092:2002 «Світлофори дорожні». Пізніше, у 2015 році у Києві та Львові були встановлені експериментальні велосипедний та сумісні вело-пішохідні світлофори. Вони функціонують і сьогодні, але всупереч чинним і не оновленим державним стандартам.
У Києві до 2017 року налічувалось 10 експериментальних сумісних вело-пішохідних світлофорів. Але після прецеденту ДТП за участю маршрутного таксі й велосипедиста на перехресті вул. Оноре де Бальзака та вул. Рональда Рейгана, регульованим саме експериментальним світлофором, Центром організації дорожнього руху Києва було прийнято рішення демонтувати експериментальні світлофорні лінзи вело-пішохідного руху та замінити їх на суто пішохідні. Станом на 2019 рік в Києві залишилось 4 експериментальних сумісних вело-пішохідних світлофори. Також окремі велосипедні світлофори є у Полтаві, Львові, Вінниці та Івано-Франківську.

## Смуги громадського транспорту з дозволом руху на велосипеді
10 серпня 2017 року у Києві КК "Київавтодор" погодив як експеримент облаштування велосипедних доріжок по виділеній смузі для громадського транспорту на наступних вулицях: Воскресенський проспект, просп. Нарбута, вул. Будівельників та просп. Миру.
У Києві як експеримент вирішили скористатися західною практикою, коли правила дорожнього руху дозволяють велосипедистам їздити по смугах руху для громадського транспорту. Для цього передбачені спеціальні дорожні знаки, які вказують на таку можливість. Відповідно до Міжнародної конвенції про дорожні знаки і сигнали, автобусні смуги, по яких дозволено рух на велосипеді, позначаються знаком 5.11. Смуга для руху маршрутних транспортних засобів з табличкою 7.5.7, що дозволяє велосипедистам користуватися цією смугою. На додаток до знаків і табличок, наноситься піктограма 1.29 велосипеда прямо на дорожнє покриття.
Така практика вже існує в Сполучених Штатах Америки, Франції, Англії, Бельгії, Румунії.
10 серпня 2018 року експеримент облаштування велосипедних доріжок по виділеній смузі для громадського транспорту поширився на бульвар Дружби Народів.
Дозвіл руху велосипедом по смугам громадського транспорту позначається комбінацією дорожніх знаків:

| Зображення | Номер знаку згідно ПДР | Значення                                       | Категорія                   |
| ---------- | ---------------------- | ---------------------------------------------- | --------------------------- |
|            | 5.11                   | Смуга для руху маршрутних транспортних засобів | Інформаційно-вказівні знаки |
|            | 7.5.7                  | Вид транспортного засобу (велосипед)           | Додаткові знаки             |

З 11 листопада Постановою № 1105 Кабінет Міністрів України внесено зміни до Правил дорожнього руху, та дозволено велосипедистам рухатися смугами для маршрутних транспортних засобів. Метою рішення є розвиток велосипедної інфраструктури та зменшення травматизму серед велосипедистів. Обґрунтуванням є те, що велосипедистам пересуватися поруч із громадським транспортом менше ризиковано, оскільки громадський транспорт рухається зі швидкістю в середньому 20-30 км/год, а середня швидкість авто в міста складає — 50 км/год.

## Велопарковки
Згідно з затвердженою Київською міською радою, Концепцією розвитку велосипедної інфраструктури, в Києві був прийнятий єдиний стандарт дизайну та розміщення для конструкцій велосипедних парковок. Це звичайна, зручна і проста конструкція велопарковки Шеффілд стенд. [Архівовано 10 квітня 2021 у Wayback Machine.] Наразі дана конструкція велосипедної парковки є єдиною, що затверджена та погоджена у Департаменті транспортної інфраструктури КМДА, Департаменті міського благоустрою КМДА та закріплене в Правилах благоустрою міста Києва, Управлінні екології та природних ресурсів КМДА. Також, конструктивне рішення, про встановлення велосипедних парковок, замість антипаркувальних стовпчиків [Архівовано 10 квітня 2021 у Wayback Machine.] погоджене з Департаментом патрульної поліції Києва, Національної поліції України.
Велосипедна парковка позначається комбінацією дорожніх знаків:
| Зображення | Номер знаку згідно ПДР | Значення                             | Категорія                   |
| ---------- | ---------------------- | ------------------------------------ | --------------------------- |
|            | 5.38                   | Місце для стоянки                    | Інформаційно-вказівні знаки |
|            | 7.5.7                  | Вид транспортного засобу (велосипед) | Додаткові знаки             |

## Велоспорт

### Київський велотрек
Київський велотрек — спортивна споруда в Києві під відкритим небом для трекових велоперегонів, розташована неподалік вулиці Богдана Хмельницького. Був побудований у 1913 році.
У 2009 році Київський велотрек, один з найстаріших велотреків Європи, був зруйнований за згодою корумпованої міської влади в зв'язку з будівництвом житлового будинку з паркінгом. У 2014 році почалися роботи з реконструкції, і 21 травня 2017 відбулася церемонія відкриття оновленого велотреку.

## Інформування

### ПДР для Велосипедистів
Правила дорожнього руху для велосипедистів друкуються та розповсюджуються безкоштовно. Наразі є декілька варіантів видань (книжечка [Архівовано 30 жовтня 2017 у Wayback Machine.], кишеньковий формат [Архівовано 30 жовтня 2017 у Wayback Machine.]). Кишенькові ПДР для велосипедистів розробити активісти ГО «Київ — Велосипедне місто» [Архівовано 30 жовтня 2017 у Wayback Machine.] спеціально для проекту «Велосипедом до школи» [Архівовано 30 жовтня 2017 у Wayback Machine.] в місті Васильків. Їх також розповсюджували серед учнів безкоштовно.

### Веломапа
У вересні 2017 року, командою активістів розпочато масштабне дослідження [Архівовано 30 жовтня 2017 у Wayback Machine.] та збір інформації про наявну велосипедну інфраструктуру в Києві.
Отримані дані ГО «Київ — Велосипедне місто» підбило такі загальні підсумки:
- сумарна довжина велосипедних доріжок і велосмуг у Києві — 58 км;
- 12 км — загальна довжина смуг громадського транспорту де дозволено рух на велосипеді;
- в Києві є 456 локацій, облаштованих велосипедними парковками.

У червні 2018 року Веломапа Києва, завдяки співпраці ГО «Київ — Велосипедне місто» [Архівовано 19 липня 2018 у Wayback Machine.] та міської ініціативи Kyiv Smart City [Архівовано 19 липня 2018 у Wayback Machine.], стала частиною муніципального цифрового сервісу з відкритими даними на базі інформаційно-аналітичної системи «Майно» [Архівовано 19 липня 2018 у Wayback Machine.]. Що активно було висвітлено у численних ЗМІ.. Попри зафіксовані фактичні цифри наявної велоінфраструктури Києва, деякі службовці та представники громадських організацій помилково перебільшують або навмисно занижають довжину велосипедних доріжок в місті.
Отримані дані після другого року дослідження розвитку велосипедної інфраструктури Києва ГО "Київ — Велосипедне місто"та міською ініціативою "Kyiv Smart City у 2018 році:
- сумарна довжина велосипедних доріжок і велосмуг у Києві — 69 км;
- 17 км — загальна довжина смуг громадського транспорту де дозволено рух на велосипеді;
- в Києві є 811 локацій, облаштованих велосипедними парковками.

Аналіз ГО «Київ — Велосипедне місто» [Архівовано 7 січня 2018 у Wayback Machine.] розвитку велосипедної інфраструктури у 2019 році:
- сумарна довжина велосипедних доріжок і велосмуг у Києві — 91,5 км;
- 17 км — загальна довжина смуг громадського транспорту де дозволено рух на велосипеді, не змінилась;
- в Києві є 935 локацій, облаштованих велосипедними парковками.

Аналіз ГО «Київ — Велосипедне місто» [Архівовано 7 січня 2018 у Wayback Machine.] розвиток велосипедної інфраструктури у 2020 році ми можемо підвести такі загальні підсумки:
- сумарна довжина велосипедних доріжок і велосмуг у Києві — 116,8 км; [Архівовано 10 квітня 2021 у Wayback Machine.]
- 20,6 км — загальна довжина смуг громадського транспорту де дозволено рух на велосипеді;
- в Києві є 1306 локацій [Архівовано 10 квітня 2021 у Wayback Machine.], облаштованих велосипедними парковками.

Аналіз ГО «Київ — Велосипедне місто» [Архівовано 7 січня 2018 у Wayback Machine.] розвиток велосипедної інфраструктури у 2021 році ми можемо підвести такі загальні підсумки:
- сумарна довжина велосипедних доріжок і велосмуг у Києві — 202,2 км [Архівовано 19 грудня 2021 у Wayback Machine.];
- 27,8 км — загальна довжина смуг громадського транспорту де дозволено рух на велосипеді;
- в Києві є 1486 локацій, облаштованих велосипедними парковками.

## Керівники розвитку велосипедної інфраструктури Києва
| № | Ім'я Прізвище      | посада                                                                                                  | початок каденції | кінець каденції |
| --- | ------------------ | --- | ---------------- | --------------- |
| 1 | Ксенія Семенова    | радниця київського міського голови з питань розвитку велосипедної інфраструктури на громадських засадах | листопад 2014    | квітень 2018    |
| 2 | Анна Даниленко     | координатор розвитку велоінфраструктури при Департаменті транспортної інфраструктури КМДА               | січень 2018      | травень 2019    |
| у листопаді 2018 року відповідно до п.3.3.3. Концепції розвитку велосипедної інфраструктури м. Києва у профільному Департаменті транспортної інфраструктури КМДА створено профільний структурний підрозділ — Сектор організації веломержі |                    | |                  |                 |
| 3 | Юлія Хан           | завідувач Сектору організації веломережі Департаменту транспортної інфраструктури КМДА                  | липень 2019      | червень 2020    |
| 4 | Станіслав Клименко | завідувач Сектору організації веломережі Департаменту транспортної інфраструктури КМДА                  | червень 2020     | серпень 2022    |
| У червні 2023 року по причині відсутності профільних фахівців у Департаменті транспортної інфраструктури КМДА за особистої ініціативи директора Департаменту Руслана Кандибора ліквідували Сектор організації веломережі На початку 2024 року Департамент транспортної інфраструктури КМДА вводить посаду головного спеціаліста з питань розвитку веломережі на яку за півроку ніхто не відгукується, оскільки велоспільнота та експертне середовище не підтримує транспортну політику міста і конкретно директора Департаменту транспортної інфраструктури КМДА. |                    | |                  |                 |